# آنگه پوستکوگلو
آنگه پوستکوگلو (انگلیسی: Ange Postecoglou؛ زاده ۲۷ اوت ۱۹۶۵) بازیکن پیشین و سرمربی کنونی فوتبال اهل استرالیا است.

## افتخارات

### به عنوان مربی
ملبورن جنوبی
- لیگ قهرمانان اقیانوسیه(۱): ۱۹۹۹

برزین رور
- ای-لیگ(۱): ۱۱–۲۰۱۰، ۱۲–۲۰۱۱

استرالیا
- جام ملت‌های آسیا(۱): ۲۰۱۵

یوکوهاما مارینوس
- جی لیگ(۱): ۲۰۱۹

سلتیک
- لیگ برتر فوتبال اسکاتلند(۲): ۲۲–۲۰۲۱، ۲۳–۲۰۲۲
- جام حذفی فوتبال اسکاتلند(۱): ۲۳–۲۰۲۲
- جام اتحادیه فوتبال اسکاتلند(۲): ۲۲–۲۰۲۱، ۲۳–۲۰۲۲

تاتنهام هاتسپر
- لیگ اروپا(۱): ۲۵–۲۰۲۴